# Nemonaprida
Nemonaprida (エミレース, Emilace (JP)) es un antipsicótico atípico aprobado en Japón para el tratamiento de la esquizofrenia. Fue lanzado por Yamanouchi en 1991. La nemonaprida actúa como un antagonista de los receptores D2 y D3 y también es un potente agonista del Receptor 5-HT1A. Tiene también afinidad por los receptores sigma.